# Lovely Complex
Lovely Complex (ラブ★コン, Rabu★Kon) é um mangá shōjo escrito por Aya Nakahara. Foi publicado na revista Bessatsu Margaret pela Shueisha entre 2001 e 2006, tendo os capítulos compilados em 17 volumes tankōbon. Em 2004, a obra recebeu o 49º Prêmio de Mangá Shogakukan na categoria shōjo.
A história foi adaptada em um filme live-action lançado em 2006, em um anime de 24 episódios que estreou em 2007 e em um jogo eletrônico lançado para PlayStation 2 em 2006. Dois CDs dramas foram produzidos. O mangá e o filme live-action são licenciados na América do Norte pela Viz.
Uma sequência para a série, intitulada Love Com D, começou a ser publicada em maio de 2009 na revista de mangá bimestral Deluxe Margaret.

## História
Lovely Complex é uma história que se passa entre um garoto e uma garota. A garota, Risa Koizumi, tem 1,72 de altura – sendo um "pouco" alta para a idade; e o garoto, Atsushi Otani, que tem 1,56 de altura –também é um "pouco" baixo para a sua idade. Por causa disso, e também por serem engraçados juntos, eles são conhecidos na escola como "All Hanshin Kyojin" (comediantes japoneses com alturas diferentes).
No primeiro episódio, Koizumi e Otani fazem uma aposta, para ver quem consegue um namorado mais rapidamente. Se Otani ganhar, Risa pagará um par de tênis novos para ele, caso contrário, Otani pagará qualquer jogo que ela quiser. No final de tudo, eles acabam se apaixonando, gerando muita confusão.
"Love Com" (como é carinhosamente apelidado pelos fãs), apesar de leve e divertido, trata sobre questões sérias como conviver com as diferenças, afinal, as meninas não têm de ser fofinhas e nem os meninos "machões". Apesar de tudo, os dois personagens ajustam-se perfeitamente ao dia-a-dia e vivem felizes, passando aos fãs mensagens positivas e estímulos.

## Personagens
Risa Koizumi (小泉リサ, Koizumi Risa)
Dubladora: Akemi Okamura, Filme: Ema Fujisawa
Risa é a protagonista de Lovely Complex. Risa tem 1,70 de altura quando entra no segundo ano, e essa altura é bastante acima da maioria das meninas japonesas de sua idade. Mas isso piora quando descobre que cresceu mais dois centímetros. Além de sua altura, Risa não é meiga tampouco feminina, e um de seus hábitos é jogar videogames, coisa considerada rara entre as garotas nipônicas. Ironicamente, seu nome significa "Pequena Primavera". Ela tem diversos apelidos, entre eles: girafa, giganta... Apesar de tudo, ela é bastante impulsiva e forte.
Ao decorrer da série, Risa vai se apaixonando por seu amigo, Otani. Ela se declara para ele, mas é rejeitada. Mesmo assim, ela não desiste e continua lutando, sendo rejeitada pela segunda vez. Quando pensa em desistir, em seu aniversário, Otani aparece escondido e dá um presente, e um beijo nela. Assim começam a namorar, acabando com a "dupla de comediantes".
Atsushi Otani (大谷敦士, Otani Atsushi)
Dublador: Akira Nagata, Filme: Teppei Koike, Jogos/cds: Takahiro Sakurai
Atsushi Otani é bastante pequeno para a sua idade, tendo 1,56 de altura. Assim como Koizumi, seu nome também tem um significado irônico: "Grande Vale". Otani é a grande estrela do time de basquete da escola, mesmo sendo baixo.
Em um dos episódios, Risa confessa que gosta de Otani, mas Otani apenas fala que não consegue vê-la como sua namorada. Mais tarde, Otani vê que Risa realmente é importante para ele, e começam a namorar. Mais tarde, Otani acha que Risa está traindo ele com um dos colegas do seu trabalho, e termina o namoro; mesmo assim, ele percebe que não consegue ficar sem ela e que cometeu um grande erro não confiando em Risa, então eles voltam.
Nobuko Ishihara (石原信子, Ishihara Nobuko)
Dubladora: Saori Higashi, Filme: Nami Tamaki
Nobu é a melhor amiga de Risa. Desde do início, ela que deu a iniciativa para Risa se declarar a Otani. É bastante charmosa e fashion, apesar de ser bastante estressada. Quase sempre dá conselhos de amor para suas amigas, e sempre adverte quando algo está errado.
Heikichi Nakao (中尾平吉, Nakao Heikichi)
Dublador: Yasuhiko Tokuyama, Filme: Yusuke Yamazaki, Jogos/cds: Kenjiro Tsuda
Ele é o namorado de Nobuko. Ele dedica a maior parte do seu tempo a ela, quando não está jogando basquete com Otani.
Chiharu Tanaka (田中千春, Tanaka Chiharu)
Dubladora: Kazuko Kojima, Filme: Risa Kudo
No começo, Otani era apaixonado por Chiharu, mas ela tinha "medo" de garotos; mas isso muda quando conhece Suzuki - que, depois de algum depois, começam a namorar (ele até dá um anel de compromisso para ela). Suzuki, então, promete que irá ficar com ela, a protegendo, no próximo ano da escola.
Ryoji Suzuki (鈴木涼二, Suzuki Ryoji)
Dublador: Kenjiro Tsuda, Filme: Hiro Mizushima, Jogos/cds: Masaya Onosaka
Ele é o namorado de Chiharu. Ele é bastante sério, e é mais alto que Risa. Esse fato fez com que ela se apaixonasse mas, no final, ele apenas diz que ficava com ela porque, por ela ser alta, ela parecia um garoto, e isso fazia com que ele não sentisse vergonha de conversar.
Haruka Fukagawa (深川遥, Fukugawa Haruka)
Dublador: Masaya Onosaka,  Jogos/cds: Ryotaro Okiayu
Haruka é um amigo de infância de Risa. Ele a considera uma "heroína", desde que ela o salvou de um grupo de garotos que estavam o chateando. Ele é bastante popular, mas ele gosta de Risa, que rejeita ele. Isso faz com que ele sinta raiva de Otani (garoto por quem Risa é apaixonada).
Seiko Kotobuki (寿聖子, Kotobuki Seiko)
Dubladora: Fujiko Takimoto
Ela é apaixonada por Otani. O seu nome é Seishirō, mas prefere ser chamada de Seiko. Ela beijou Otani, mas quando ele descobre que ela é transexual, começa a ignorá-la. Mesmo assim, depois de algum tempo, voltam a se falar (mesmo que pouco).
Mayu Kanzaki
Dubladora: Yuki Matsuoka
Ela é a ex-namorada de Otani. Otani sempre achou que ela terminou com ele por causa da sua altura (já que o seu novo namorado tem quase 2 metros). Mas, depois, ela revela que não foi por isso, e tinha que falar isso, para ter a consciência "limpa".
Umibōzu
Filme: Susumu Terajima
Um popular rapper. Risa e Otani são viciados nele e, num passeio da escola, chegam a conhecer ele e a sua família.
Kuniumi Maitake (舞竹国海, Maitake Kuniumi)
Dublador: Junichi Suwabe, Filme: Shosuke Tanihara
Professor da escola de Risa e Otani. Maitake, que recebeu o apelido de "Maity" ou "Mighty", é mais alto que Risa, sendo que parece um personagem de video game, Risa tanto gosta. Na escola, Risa fez um clube dedicado para ele, mas logo acaba.
Mimi Yoshioka
Dubladora: Kae Araki
É apaixonada por Otani, sendo sua vizinha. Todo manhã, ela leva leite para ele, para ele crescer (pois, assim como Risa, é bastante alta). Só que, quando descobre que Otani está namorando Risa, logo começa a fazer ameaças; mas, depois de algum tempo, vê que Risa realmente lutou muito para ter o amor de Otani, e desiste.
Irmã de Risa
Filme: Shugo Oshinari
Kohori Kazuki
Dublador: Hiroki Shimowada
Trabalha no mesmo lugar que Risa. Assim como Otani, é mais baixo que a garota, tem 1,58 de altura. Também é fã de Umibozu.
Matsubara-san (松原さん, Matsubara san)
É a dona do restaurante que Risa trabalha.

## Mídia

### Mangá
O mangá foi publicado originalmente pela Shueisha, na revista Bessatsu Margaret, de setembro de 2001, até dezembro de 2006, tendo 17 volumes. O mangá foi lançado em inglês pela  Viz Media, com seis volumes, em Maio de 2008.

### Anime
O anime foi produzido pelo estúdio Toei Animation e dirigido por Kônosuke Uda, contendo ao todo 24 episódios, transmitidos entre 7 de abril e 29 de setembro de 2007. Não se sabe se irá ter uma segunda temporada ou não, e não é possível confirmar nada.
Com o grande sucesso da série, foi feito um filme, dedicado a ela, em Live Action. O filme conta a história igual a do anime. A única diferença é que no filme aparece a irmã mais velha de Risa, que de fato nunca apareceu no anime.

#### Episódios
| #  | Português                                                           | Japonês                                                                                                 | Data                 |
| -- | ------------------------------------------------------------------- | --- | -------------------- |
| 01 | Eu Definitivamente Irei Encontrar um Namorado!                      | "Kou-1 no Natsu! Zettai Kareshi, Tsukuttaru wa!" (高1の夏！絶対カレシ、つくったるわ！)                  | 7 de Abril, 2007     |
| 02 | A Ex-Namorada em um Triângulo Amoroso?!                             | "Moto Kano to Sankakukankei!?" (元カノと三角関係！？)                                                   | 14 de Abril, 2007    |
| 03 | Um Garoto que Você Gosta, ou um Garoto do Passado?                  | "Suki na Otoko ka, Mukashi no Otoko ka？" (好きなオトコか、昔のオトコか？)                              | 21 de Abril, 2007    |
| 04 | Beijo! Me apaixonei por você.                                       | "Chū! Suki ni Natchaimashita!" (チュッ！好きになっちゃいました！)                                       | 28 de Abril, 2007    |
| 05 | Enviando o vôo proibido do amor.                                    | "Kindan no Ai o Buttobase!" (禁断の愛をぶっ飛ばせ！)                                                    | 5 de Maio, 2007      |
| 06 | A determinação de uma donzela. O plano de confissão amoroso.        | "Otome no Ichidai Kesshin! Raburabu Kokuhaku Dai Sakusen!!" (乙女の一大決心！ ラブラブ告白大作戦!!)     | 12 de Maio, 2007     |
| 07 | Afundado! A Pior Confissão da História!!                            | "Gekichin! Shijō Saitē na Kokuhaku" (撃沈！史上サイテーな告白)                                          | 19 de Maio, 2007     |
| 08 | Volta Impossível! A Principal Decepção Amorosa!                     | "Saiki Funō! Dai Shitsuren!!" (再起不能！大失恋!!)                                                      | 26 de Maio, 2007     |
| 09 | De volta da morte! Atrás do status de namorada!                     | "Kishikaisei!! Mezase Kanojo no Za!!" (起死回生！！めざせ彼女の座！！)                                  | 5 de Junho, 2007     |
| 10 | Um confronto com a ex-namorada? O grande plano de exibição!         | "Moto Kano to Taiketsu!? Chichi Dashi Daitakusen!!" (元カノと対決！？乳だし大作戦！！)                  | 9 de Junho, 2007     |
| 11 | Desespero completo: um amor com a ex renascendo?                    | "Zettai Zetsumei! Moto Kano to Fukkatsu Ai?!" (絶対絶命！元カノと復活愛？！)                            | 16 de Junho, 2007    |
| 12 | Recapturar o amor! Melhorar como garota ganhando chocolate Homei.   | "Ai o Torimodose! Honmei Choko de Onna o Migaku!!" (愛を取り戻せ！本命チョコで女を磨く！！)             | 23 de Junho, 2007    |
| 13 | Esquentando! Um primeiro beijo em seu quarto?                       | "Hatsunetsu! Aitsu no Heya de Fāsuto Kissu?" (発熱！あいつの部屋でファースト・キッス？)                 | 30 de Junho, 2007    |
| 14 | Uma colisão da morte em Maity                                       | "Maiti ni Kyunshiniya!" (マイティにキュン死にや！)                                                      | 7 de Julho, 2007     |
| 15 | Um homem perigoso. A doce sedução de Maity                          | "Kiken na Otoko Maiti no Amai Yūwaku" (危険なオトコ マイティの甘い誘惑)                                 | 14 de Julho, 2007    |
| 16 | A mágica de Maity. A transformação da forma de amar?!               | "Maiti no Mahō! Hengesuru Renbo Yō!?" (マイティの魔法！ 変化する恋模様！？)                             | 21 de Julho, 2007    |
| 17 | O primeiro amor! Aceite isso, a alma de uma donzela!                | "Ai no Tekken! Uketomero, Otome Tamashii!!" (愛の鉄拳！ 受け止めろ、乙女魂！！)                         | 28 de Julho, 2007    |
| 18 | O melhor aniversário da história!                                   | "Shijō Saikō no Tanjōbi" (史上最高の誕生日)                                                             | 4 de Agosto, 2007    |
| 19 | Declínio inesperado: o primeiro encontro é o começo do azar.        | "Kyūten Chokka!! Hatsu Dēto wa Fumei no Hajimari" (急転直下！！初デートは不運の始まり)                  | 11 de Agosto, 2007   |
| 20 | Declaração de guerra! A beleza perigosa que queima de ciúme!        | "Sensen Fukoku! Shitto ni Moeru Denjarasu Bishōjo!!" (宣戦布告！！嫉妬に燃えるデンジャラス美少女！！)   | 18 de Agosto, 2007   |
| 21 | Premonição de separação? Os diferentes caminhos de Otani e Risa.    | "Wakare no Yokan?! Risa to Ōtani ga Ayumu Betsubetsu no Michi" (別れの予感？！リサと大谷が歩む別々の道) | 8 de Setembro, 2007  |
| 22 | A declaração catastrófica de Otani.                                 | "Ōtani kara no Hakyoku Sengen!!" (大谷からの破局宣言！！)                                               | 15 de Setembro, 2007 |
| 23 | Muitos caminhos pro futuro! As circunstâncias que todos carregamos! | "Shinro wa Iroiro!! Minna ga Kakaeru Sorezore no Jiko" (進路はいろいろ！！みんなが抱えるそれぞれの事故) | 22 de Setembro, 2007 |
| 24 | Juntos para sempre!                                                 | "Zutto Isshō!!" (ずっと一緒！！)                                                                        | 29 de Setembro, 2007 |

## Músicas
Abertura
1. "Kimi + Boku = Love?" por Tegomass (episódios 1 - 13)
2. "Hey! Say!" por Hey! Say! 7 (episódios 14 - 24)

Encerramento
1. "Kiss ~ Kaerimichi no Love Song" por Tegomass (episódios 1 - 13)
2. "BON BON" por Hey! Say! 7 (episódios 14 - 24)

## Referência
1. ↑  «小学館漫画賞: 歴代受賞者» (em japonês). Shogakukan. Consultado em 19 de agosto de 2007
2. ↑  «Love★Com» (em inglês). Viz Media. Consultado em 14 de janeiro de 2019. Arquivado do original em 14 de fevereiro de 2010
3. ↑  «Love Com The Movie» (em inglês). Viz Media. Consultado em 23 de janeiro de 2008. Arquivado do original em 30 de dezembro de 2009
4. ↑  «Aya Nakahara to Launch Lovely Complex D Manga Spinoff». Anime News Network. 7 de janeiro de 2009. Consultado em 8 de março de 2009
5. ↑  «Matsuri Special, High School Debut Manga Spinoffs in May». Anime News Network. 28 de março de 2009. Consultado em 9 de abril de 2009
6. ↑  «Lovely Complex (manga)». Anime News Network. Consultado em 3 de outubro de 2007
7. ↑  «Viz Media & Madman Entertainment Join Forces». Madman Entertainment. Consultado em 5 de maio de 2008
8. ↑  «Love*com (Manga) V1». Madman Entertainment. Consultado em 5 de maio de 2008
9. 1 2  http://www.animenewsnetwork.com/encyclopedia/anime.php?id=7468&page=25